# Метеоритско језеро
Метеоритско језеро је тип језера који је настао деловањем космичких утицаја, тј. ударом метеорита површину Земље. Том приликом је настало улегнуће - метеоритски кратер, које је касније испуњено водом. Таква језера нису честа, а једно од најпознатијих је Чаб на северу Лабрадора у Канади. Ово језеро окружено је тундром, а смештено је у кратеру пречника 3 350 m. Дубина језера износи 410 m. На острву Саарема у Естонији постоји 7 метеоритских језера од којих је најпознатије „Каали”.